# Yustrich
Yustrich, właśc. Dorival Knipel (ur. 28 września 1917 w Corumbá, zm. 15 lutego 1990 w Belo Horizonte) – brazylijski piłkarz, grający na pozycji bramkarza, trener piłkarski.

## Kariera piłkarska

### Kariera klubowa
W 1935 rozpoczął karierę piłkarską w CR Flamengo. Potem występował w klubach CR Vasco da Gama i America-RJ, gdzie zakończył karierę w 1950 roku.

### Kariera reprezentacyjna
W 1940 został powołany do reprezentacji Brazylii jako rezerwowy bramkarz, ale nie rozegrał żadnego spotkania.

## Kariera trenerska
Karierę szkoleniowca rozpoczął w 1952 roku. Trenował kluby Atlético Mineiro, FC Porto, América-RJ, CR Vasco da Gama, Bangu AC i Siderúrgica.
19 grudnia 1968 prowadził reprezentację Brazylii w wygranym 3:2 meczu z Jugosławią. Później on trenował CR Flamengo, América-MG, Cruzeiro EC, Corinthians Paulista i Coritiba.

## Sukcesy i odznaczenia

### Sukcesy piłkarskie
Flamengo
- mistrz Campeonato Carioca: 1939, 1942, 1943, 1944.

### Sukcesy trenerskie
América Mineiro
- mistrz Campeonato Mineiro: 1948.

Atlético Mineiro
- mistrz Campeonato Mineiro: 1952, 1953.

FC Porto
- mistrz Portugalii: 1955-56
- zdobywca Taça de Portugal: 1956.

Siderúrgica
- mistrz Campeonato Mineiro: 1964.

Flamengo
- zdobywca Taça Guanabara: 1970.

Cruzeiro
- mistrz Campeonato Mineiro: 1977